# 미드웨스트 항공
미드웨스트 항공(영어: Midwest Airlines)은 미국의 위스콘신주 오크크릭에 본사를 둔 항공사로 1948년 설립됐으며, 2010년 프론티어 항공에 합병되었다.

## 같이 보기
- 미국의 없어진 항공사 목록